# Grzegorz Zwykielski

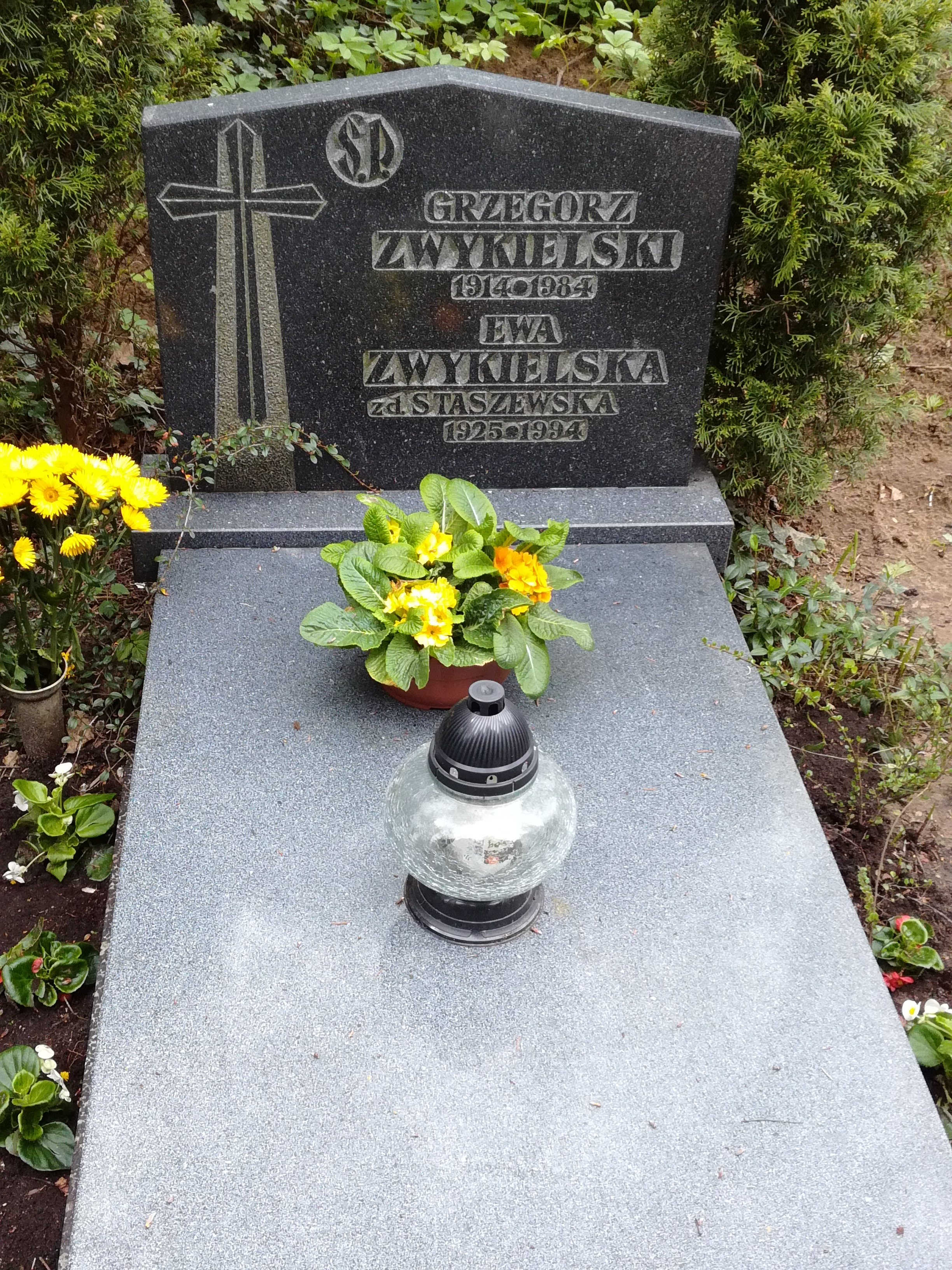
Grób Grzegorza Zwykielskiego na Cmentarzu Łostowickim

Grzegorz Jan Zwykielski (ur. 14 lipca 1914 w Warszawie, zm. 22 sierpnia 1984 w Sztokholmie) – polski chirurg, związany z gdańską Akademią Medyczną.

## Życiorys
Był synem lekarza, kapitana WP Maurycego Zwykielskiego zamordowanego w Katyniu (1883-1940). Studiował nauki medyczne w latach 1934-1939, początkowo na Uniwersytecie Warszawskim, następnie na Wydziale Lekarskim Uniwersytetu Lwowskiego, gdzie uzyskał dyplom tuż przed wybuchem II wojny światowej. W latach okupacji przez pewien czas pracował jako lekarz ogólny w Końskowoli, potem zatrudnił się jako asystent na Oddziale Chirurgicznym szpitala w Święcicach, prowadzonego przez Radę Główną Opiekuńczą.
W 1945 przybył do Gdańska, gdzie należał do organizatorów pierwszej w powojennej Polsce Akademii Lekarskiej. Pracował jako starszy asystent w Klinice Chirurgicznej kierowanej przez Kornela Michejdę, następnie w I Klinice Chirurgicznej pod kierunkiem Kazimierza Dębickiego. Tam też uzyskał dyplom doktora nauk medycznych na podstawie pracy Sto uśpień mieszanych pentothalnatrium, podtlenkiem azotu i "relaxerem". W 1949 został adiunktem w III Klinice Chirurgicznej, kierowanej przez Zdzisława Kieturakisa.
W 1967 przedstawił rozprawę Wpływ hormonu tarczyco-zwrotnego na korę nadnerczy szczurów we wczesnym okresie po wycięciu tarczycy i na jej podstawie, a także w uznaniu całego dorobku naukowego, uzyskał stopień doktora habilitowanego i nominację na docenta. Był cenionym w kraju specjalistą w dziedzinie chirurgii tarczycy. Cieszył się opinią lekarza o dużej wiedzy i pełnym zaangażowaniu, aktywnym w szkoleniu młodszych pokoleń chirurgów. Należał do Polskiego Towarzystwa Lekarskiego, Towarzystwa Chirurgów Polskich, Polskiego Towarzystwa Endokrynologicznego. Był odznaczony m.in. Krzyżem Kawalerskim Orderu Odrodzenia Polski, Złotym Krzyżem Zasługi oraz wyróżnieniami resortowymi.
Zmarł 22 sierpnia 1984 w czasie pobytu w Szwecji, pochowany został na gdańskim cmentarzu Łostowickim.